# الوادي السعيد (رواية)
الوادي السعيد (بالإنجليزية: Happy Valley)‏ هي رواية للكاتب الأسترالي الحائز على جائزة نوبل باتريك وايت، نشرت عام 1939، لأول مرة عن دار نشر فايكنغ بريس.